# Икрамулла, Шаиста Сухраварди
Шаиста Сухраварди Икрамулла (англ. Shaista Suhrawardy Ikramullah; 22 июля 1915 — 11 декабря 2000) — пакистанский государственный деятель, была активным участником Пакистанского движения. Племянница известного политика Хусейна Сухраварди.

## Биография
Родилась 22 июля 1915 года в Калькутте в богатой семье. Она получила образование в Калькутте и Лондоне. Её мать придерживалась традиционных исламских ценностей, а отец (видный хирург и политик) был либералом и поощрял стремление своей дочери получить хорошее образование.
Она вышла замуж в очень юном возрасте. Её муж был дипломатом и стал первым секретарём по иностранным делам Пакистана. Он также поддерживал Шаисту в её стремлении получить современное образование. В 1940 году стала первой мусульманской женщиной, которая получила докторскую степень Лондонского университета.
Шаиста Сухраварди Икрамулла — одна из мусульманских женщин, принявших активное участие в Пакистанском движении. С 1964 по 1967 год была послом Пакистана в Марокко.
После ухода из большой политики написала множество мемуаров о своей жизни и политической карьере. Она умерла 11 декабря 2000 года в Карачи в возрасте 85 лет.